# Münir Recep Aktaş
Münir Recep Aktaş (ur. 26 czerwca 1989 roku) – turecki zapaśnik startujący w stylu wolnym. Zajął ósme miejsce na mistrzostwach świata w 2015. Brązowy medalista mistrzostw Europy w 2022; piąty w 2013. Piąty na igrzyskach europejskich w 2015, a także na igrzyskach śródziemnomorskich w 2022. Siódmy na Uniwersjadzie w 2013. Brązowy medalista Akademickich MŚ w 2012. Drugi w Pucharze Świata w 2013 i ósmy w 2015 i 2019 roku.